# Jimmy Bond (contrebassiste)
Jimmy Bond, de son vrai nom James E. Bond, né le 27 janvier 1933 à Philadelphie en Pennsylvanie et mort le 26 avril 2012 à Los Angeles est un contrebassiste et bassiste de jazz américain. C'est un représentant du Jazz West Coast.

## Biographie
En 1955, James Bond, qui se fera appeler plus tard Jimmy, joint le groupe de Chet Baker, avec qui il enregistre nombre de disques. Sur l'album Big Band, il forme la section rythmique avec le pianiste Bobby Timmons et le batteur Lawrence Marable. Dans les années suivantes, il accompagne Ella Fitzgerald, et fait partie du trio de Paul Moer.
Dans les années 1960, il devient musicien de studio et travaille aussi bien pour Randy Newman, Phil Spector, The Jazz Crusaders, Tim Buckley que pour Lightnin' Hopkins.

## Discographie partielle

### Comme sideman
- 1956 : Chet Baker : Big Band, Pacific Jazz Records PJ 1229
- 1956 : Chet Baker : Chet Baker & Crew , Pacific Jazz Records
- 1958 : Nina Simone : Jazz As Played in an Exclusive Side Street Club, Bethlehem Records BCP-6028
- 1959 : Nina Simone : Nina Simone and Her Friends, Bethlehem Records BCP-6041
- 1959 : Nina Simone : Nina Simone at Town Hall, Colpix Records SCP 409

## Sources
- Courte biographie sur le site Allmusic.com